# Heterodermia
Heterodermia is een geslacht van korstmossen behorend tot de familie Physciaceae. De typesoort is Heterodermia speciosa.

## Soorten
Volgens Index Fungorum telt het geslacht 48 soorten (januari 2024):
| Soortnaam                    | Auteur(s)                              | Publicatiejaar |
| ---------------------------- | -------------------------------------- | -------------- |
| Heterodermia andina          | Moberg                                 | 2011           |
| Heterodermia angustiloba     | (Müll. Arg.) D.D. Awasthi              | 1973           |
| Heterodermia antillarum      | (Vain.) Swinscow & Krog                | 1976           |
| Heterodermia archeri         | Elix                                   | 2011           |
| Heterodermia arvidssonii     | Moberg                                 | 2011           |
| Heterodermia badia           | Moberg                                 | 2011           |
| Heterodermia barbifera       | (Nyl.) Kr.P. Singh                     | 1981           |
| Heterodermia comosa          | (Eschw.) Follmann & Redón              | 1972           |
| Heterodermia coralloides     | Elix                                   | 2011           |
| Heterodermia corcovadensis   | (Kurok.) Elix                          | 2011           |
| Heterodermia diademata       | (Taylor) D.D. Awasthi                  | 1973           |
| Heterodermia dissecta        | (Kurok.) D.D. Awasthi                  | 1973           |
| Heterodermia domingensis     | (Ach.) Trevis.                         | 1869           |
| Heterodermia erecta          | Lendemer                               | 2009           |
| Heterodermia erinacea        | (Ach.) W.A. Weber                      | 1987           |
| Heterodermia fragmentata     | Weerakoon & Aptroot                    | 2016           |
| Heterodermia galactophylla   | (Tuck.) W.L. Culb.                     | 1967           |
| Heterodermia himalayana      | Y. Joshi, K. Chandra & M. Tripathi     | 2014           |
| Heterodermia hybocarponica   | Elix                                   | 2010           |
| Heterodermia isidiophora     | (Nyl.) D.D. Awasthi                    | 1973           |
| Heterodermia isidiophorella  | Elix                                   | 2011           |
| Heterodermia kalbii          | M.F.N. Martins & Marcelli              | 2007           |
| Heterodermia koyana          | (Kurok.) Elix                          | 2010           |
| Heterodermia koyanoides      | Elix                                   | 2011           |
| Heterodermia langdoniana     | Lendemer & E. Tripp                    | 2019           |
| Heterodermia mobergiana      | Michlig, M.P. Rodríguez & Aptroot      | 2017           |
| Heterodermia neocomosa       | M.P. Rodríguez, L.I. Ferraro & Aptroot | 2017           |
| Heterodermia neoleucomelaena | (Kurok.) D.D. Awasthi                  | 1973           |
| Heterodermia obscurata       | (Nyl.) Trevis.                         | 1869           |
| Heterodermia orientalis      | J.B. Chen & D.P. Wang                  | 2001           |
| Heterodermia parva           | Moberg                                 | 2011           |
| Heterodermia pindurae        | Eb. Fisch., Killmann, Ertz & Sérus.    | 2017           |
| Heterodermia podocarpa       | (Bél.) D.D. Awasthi                    | 1973           |
| Heterodermia pseudospeciosa  | (Kurok.) W.L. Culb.                    | 1967           |
| Heterodermia queensberryi    | Weerakoon & Aptroot                    | 2014           |
| Heterodermia ramosociliata   | M.P. Rodríguez, Michlig & Aptroot      | 2017           |
| Heterodermia rubrotricha     | Weerakoon & Aptroot                    | 2013           |
| Heterodermia sinocomosa      | J.B. Chen                              | 2001           |
| Heterodermia sorediosa       | Michlig, L.I. Ferraro & Aptroot        | 2017           |
| Heterodermia speciosa        | (Wulfen) Trevis.                       | 1868           |
| Heterodermia subcitrina      | Moberg                                 | 2004           |
| Heterodermia subcomosa       | (Nyl.) Elix                            | 1985           |
| Heterodermia tabularis       | Elix                                   | 2011           |
| Heterodermia tasmanica       | Elix                                   | 2011           |
| Heterodermia upretii         | Y. Joshi, S. Upadhyay & K. Chandra     | 2014           |
| Heterodermia urtasuni        | Chaves, L. Umaña & Sipman              | 2006           |
| Heterodermia velata          | Marcelli & Benatti                     | 2018           |
| Heterodermia verdonii        | Elix                                   | 2011           |